# Kors van Bennekom
Lodewijk (Kors) van Bennekom (Amsterdam, 13 juli 1933 – aldaar, 4 oktober 2016) was een Nederlandse fotograaf. Van Bennekom werd vooral bekend als fotograaf van dagblad De Waarheid, chroniqeur van Amsterdam in de jaren 70 en 80, theaterfotograaf en als mede-oprichter van De Uitkrant

## Leven en werk
Van Bennekom werd geboren als zoon van een communistische pakhuisbaas. Toen zijn vader in de oorlog werd opgepakt belandde de jonge  Kors in diverse pleeggezinnen -maar in de praktijk zwierf hij vooral over straat.
Van Bennekom begon in 1956 als autodidact fotograaf bij het communistische dagblad De Waarheid. Hij fotografeerde voor die krant tien jaar lang in vooral Amsterdam alles wat los en vast zat: de markt, de wederopbouw, wegwerkers, verkeersongelukken en het bezoek van Martin Luther King. Vanaf 1966 werkte Van Bennekom vooral voor theatergezelschappen als Het Publiekstheater en Toneelgroep Centrum. Hij fotografeerde daarnaast voor tal van andere culturele instellingen, zoals voor het Concertgebouworkest en Joop van den Ende-producties.
Naast werk in opdracht werd Van Bennekom ook bekend door de foto's die hij in familiekring maakte. Die foto's resulteerden ook in een tentoonstelling en een fotoboek (De familie Van Bennekom).

## Eerbewijzen
- 2002 Frans Banninck Cocqpenning van de Gemeente Amsterdam, "wegens zijn grote verdienste als stadsfotograaf"

## Werk in openbare collecties
- Het archief van Van Bennekom (ca. 700.000 negatieven) bevindt zich in het Nederlands Fotomuseum in Rotterdam. Een deel van de collectie is digitaal online beschikbaar.

## Publicaties
- De familie Van Bennekom. Amsterdam, Bert Bakker, 1990. ISBN 90-351-0942-2
- Twee planken en een hartstocht. Vijfendertig jaar theaterfotografie. Amsterdam, Rap, 1993. ISBN 90-6005-393-1
- Amsterdam, van restauratie naar revolte, 1956-1966. Amsterdam, Lubberhuizen, 2002. ISBN 90-5937-012-0